# 堀米站

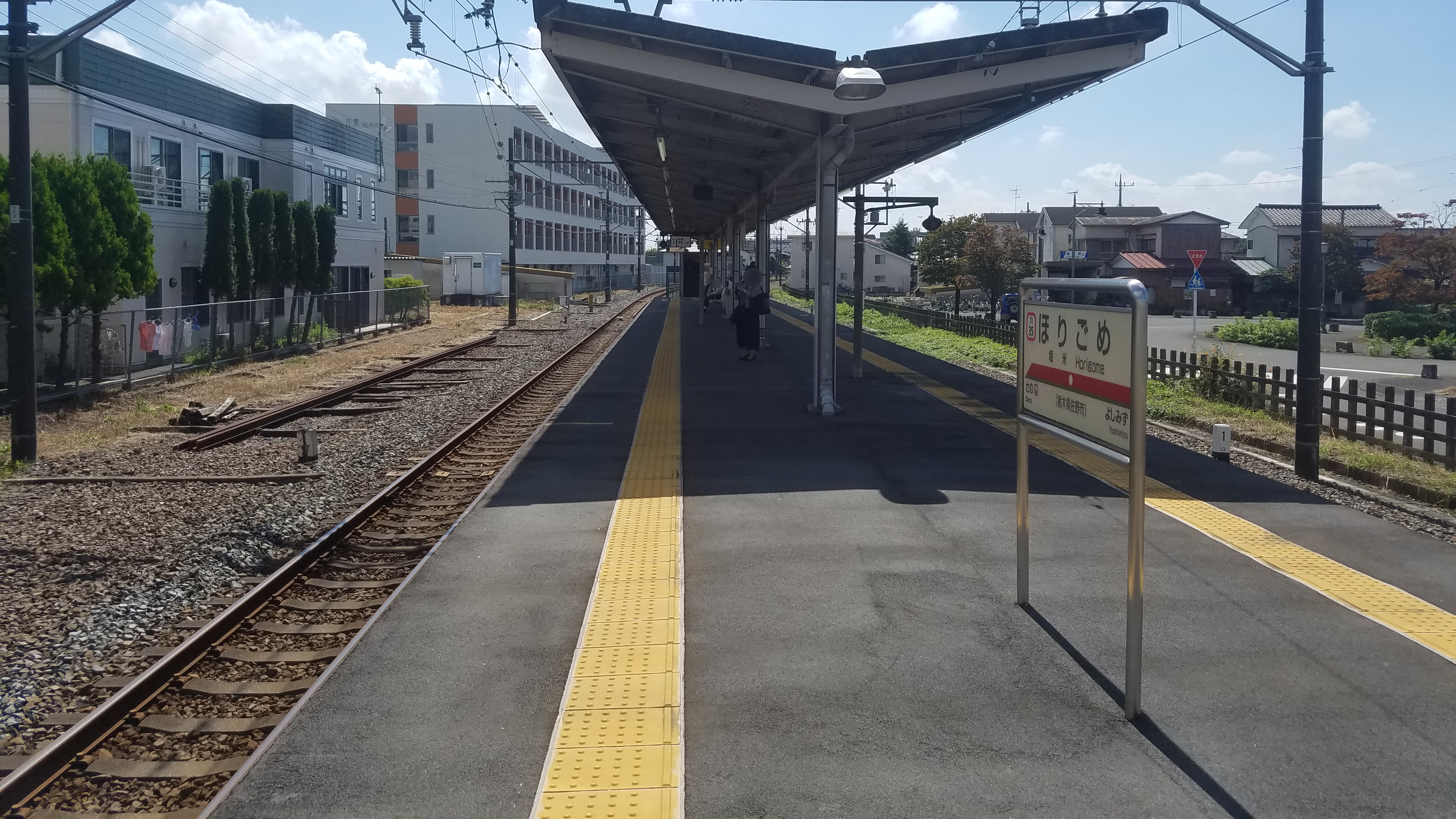
月台（2021年9月）

堀米站（日语：／ Horigome eki */?）是日本栃木縣佐野市堀米町的東武鐵道佐野線車站。車站編號TI 35。

## 歷史
- 1889年（明治22年）6月23日 - 安蘇馬車鐵道吉水站（初代）開業。
- 1894年（明治27年）[3月20日 - 馬車鐵道廢止。改為輕便鐵道車站。
- 1915年（大正4年）2月1日  - 往佐野方向移動1.3哩（約2.1km），更名為堀米站[1]。
- 1973年（昭和48年）9月1日 - 車站無人化。

## 車站構造
本站為島式月台1面2線地面車站。本站沒有站房，東西兩側出入口都設在佐野站方向，月台與出入口之間有地下道相連。
站內沒有自動驗票閘門與售票機，只有IC卡感應機與乘車站證明書發券機。

### 月台配置
| 月台 | 路線   | 方向 | 目的地   |
| ---- | ------ | ---- | -------- |
| 1    | 佐野線 | 上行 | 館林方向 |
| 2    | 佐野線 | 下行 | 葛生方向 |

## 使用情況
2017年度1日平均上下車人次為377人。
近年1日平均上下車人次變化如下表｡
| 年度               | 1日平均 上下車人次 |
| ------------------ | ------------------ |
| 2001年（平成13年） | 514                |
| 2002年（平成14年） | 505                |
| 2003年（平成15年） | 546                |
| 2004年（平成16年） | 499                |
| 2005年（平成17年） | 403                |
| 2006年（平成18年） | 389                |
| 2007年（平成19年） | 388                |
| 2008年（平成20年） | 381                |
| 2009年（平成21年） | 418                |
| 2010年（平成22年） | 407                |
| 2011年（平成23年） | 434                |
| 2012年（平成24年） | 408                |
| 2013年（平成25年） | 418                |
| 2014年（平成26年） | 403                |
| 2015年（平成27年） | 382                |
| 2016年（平成28年） | 356                |
| 2017年（平成29年） | 377                |

## 車站周邊
- 栃木縣道151號堀米停車場線（日语：栃木県道151号堀米停車場線）
- 栃木縣安蘇廳舍
- 宇都宮地方法務局佐野出張所
- 關東地方整備局渡良瀨川河川事務所佐野河川出張所
- 佐野堀米西郵便局
- 佐野厚生綜合醫院
- 佐野市兒童國（日语：佐野市こども）
- 栃木県立佐野高等學校·附屬中學校（日语：栃木県立佐野高等学校・附属中学校）第二球場
- 佐野清澄高等學校（日语：佐野清澄高等学校）

## 巴士路線
車站附近可搭乘佐野市生活路線巴士。最近的巴士站是朱雀町。
- 生活路線巴士「さーのって號」 田沼葛生線
  - 葛生站南巴士回轉場 - 佐野市民醫院 - 田沼行政中心 - 吉水上 - 吉水站入口西 - 正中田沼（日语：道の駅どまんなか　たぬま） - 朱雀町 - 厚生醫院 - 佐野站

## 外部連結
- 堀米（車站資訊） - 東武鐵道